# Suimanga de Loten
El suimanga de Loten (Cinnyris lotenius) és un ocell de la família dels nectarínids (Nectariniidae).

## Hàbitat i distribució
Habita boscos i terres de conreu a les planures de sud de l'Índia i Sri Lanka.